# Cueta
Cueta är ett släkte av insekter. Cueta ingår i familjen myrlejonsländor.

## Dottertaxa tillCueta, i alfabetisk ordning[1]
- Cueta abdominalis
- Cueta acuta
- Cueta aliena
- Cueta amseli
- Cueta angulensis
- Cueta apicalis
- Cueta arenosa
- Cueta asirica
- Cueta beckerina
- Cueta beieri
- Cueta bolangirensis
- Cueta bourboni
- Cueta clara
- Cueta cridai
- Cueta dissimulata
- Cueta divisa
- Cueta elongata
- Cueta externa
- Cueta facile
- Cueta gallagheri
- Cueta genialis
- Cueta gestroi
- Cueta gracilis
- Cueta grata
- Cueta heynei
- Cueta impar
- Cueta indefinita
- Cueta infensa
- Cueta kasyi
- Cueta kurzi
- Cueta levis
- Cueta lineosa
- Cueta longula
- Cueta lunata
- Cueta luteola
- Cueta maculata
- Cueta maindroni
- Cueta martini
- Cueta minervae
- Cueta modesta
- Cueta mosambica
- Cueta mysteriosa
- Cueta neglecta
- Cueta nubica
- Cueta obliqua
- Cueta omana
- Cueta pallens
- Cueta parvula
- Cueta paula
- Cueta perpunctata
- Cueta pilosa
- Cueta plexiformia
- Cueta puella
- Cueta punctatissima
- Cueta punctulata
- Cueta pusilla
- Cueta salai
- Cueta sauteri
- Cueta scalaris
- Cueta schamona
- Cueta secreta
- Cueta senegalensis
- Cueta simplicior
- Cueta solers
- Cueta solitaria
- Cueta stichoptera
- Cueta striata
- Cueta styczynskii
- Cueta thaliae
- Cueta tosta
- Cueta transvaalensis
- Cueta trivirgata
- Cueta tumida
- Cueta virgata